# El colibrí (pel·lícula)
El colibrí (italià: Il colibrì) és una pel·lícula dramàtica italiana del 2022 dirigida per Francesca Archibugi, que també va coescriure el guió. S'ha doblat i subtitulat al català.
La pel·lícula és una adaptació de la novel·la homònima del 2019 de Sandro Veronesi. Es va estrenar al Festival de Cinema de Roma el 13 d'octubre de 2022. Es va estrenar als cinemes a Itàlia l'endemà.